# Alicia Borrachero
Alicia Borrachero Bonilla (Madrid, 14 febbraio 1968) è un'attrice spagnola.

## Biografia
Nata a Madrid il 14 febbraio 1968, è una attrice spagnola molto popolare, grazie ai suoi ruoli in TV, ma ha anche preso parte in spettacoli teatrali e film. È nota per aver interpretato la regina Prunaprismia in Le cronache di Narnia - Il principe Caspian, accanto a Sergio Castellitto.
Ha studiato recitazione al Nazareth College e nell'atelier di informazione drammatica a Madrid.

## Vita privata
È sposata con l'attore Ben Temple, ed ha un figlio, Alejandro, nato il 3 novembre 2005.

## Filmografia

### Cinema
- Una moglie di troppo (Shooting Elizabeth), regia di Baz Taylor (1992)
- Tres palabras, regia di Antonio Giménez Rico  (1993) - non accreditata
- La lingua asesina, regia di Alberto Sciamma (1996)
- L'amore ai tempi della colera (Love in the Time of Cholera), regia di Mike Newell (2007)
- Le cronache di Narnia - Il principe Caspian (The Chronicles of Narnia: Prince Caspian), regia di Andrew Adamson (2008)
- The Promise, regia di Terry George (2016)
- Terminator - Destino oscuro (Terminator: Dark Fate), regia di Tim Miller (2019)
- The Man from Rome, regia di Sergio Dow (2022)

### Televisione
- Médico de familia – serie TV, 1 episodio (1996)
- Periodistas – serie TV, 120 episodi (1998-2002)
- 7 vidas – serie TV, 1 episodio (1999)
- Hospital Central – serie TV, 83 episodi (2003-2011)
- Crematorio – serie TV, 8 episodi (2011)
- Io ti troverò (Niños robados) – miniserie TV, 2 puntate (2013)
- Isabel – serie TV, 10 episodi (2013)
- Los misterios de Laura – serie TV, 1 episodio (2014)
- Il sospetto (Bajo sospecha) – serie TV, 8 episodi (2015-2016)
- L'ambasciata (La embajada) – serie TV, 6 episodi (2016)
- La gloria e l'amore (Tiempos de guerra) – serie TV, 13 episodi (2017)
- Tre giorni di Natale (Días de Navidad)— miniserie TV, 2 puntate (2019)
- The Spanish Princess – miniserie TV, 7 puntate (2019-2020)
- Gli orologi del diavolo, regia di Alessandro Angelini – miniserie TV (2020)
- Warrior Nun – serie TV, episodio 2x02 (2022)
- Asunta - serie TV, 3 episodi (2024)

## Doppiatrici italiane
Nelle versioni in italiano delle opere in cui ha recitato, Alicia Borrachero è stata doppiata da:
- Emanuela Baroni in The Promise
- Chiara Colizzi in Asunta
- Cinzia De Carolis in The Spanish Princess